# Extraliga (Slowakei, Schach) 2001/02
Die Extraliga 2001/02 war die zehnte Spielzeit der slowakischen Extraliga im Schach.

## Teilnehmende Mannschaften und Modus
Am Start waren mit ŠK Slovan Bratislava, ŠK Bestex Nové Zámky, den Junioren des ŠK Slovan Bratislava, ZK Slovakofarma Hlohovec, ŠK Tatran Prešov, ŠK Hydina Košice, ZŤS Spartak Dubnica, ŠK Slovan Levice, ŠK Laurex Lučenec und ŠK Baník Prievidza die ersten zehn der Extraliga 2000/01. Aus der Ost-Staffel der 1. liga war ŠO TJ Slávia UPJŠ Košice aufgestiegen, die West-Staffel gewann die zweite Mannschaft des ŠK Dunaj Bratislava, die damit der ersten Mannschaft (die als Zwölfter eigentlich abgestiegen war) noch den Klassenerhalt sicherte.
Die zwölf Mannschaften spielten ein einfaches Rundenturnier an acht Brettern, über die Platzierung entschied zunächst die Anzahl der Mannschaftspunkte (drei Punkte für einen Sieg, ein Punkt für ein Unentschieden, kein Punkt für eine Niederlage), anschließend der direkte Vergleich und danach die Anzahl der Brettpunkte (ein Punkt für eine Gewinnpartie, ein halber Punkt für eine Remispartie, kein Punkt für eine Verlustpartie). Die beiden Letzten stiegen ab und wurden durch die Sieger der beiden Staffeln der 1. liga ersetzt.
Zu den gemeldeten Mannschaftskadern der teilnehmenden Vereine siehe Mannschaftskader der Extraliga (Slowakei, Schach) 2001/02.

## Termine
Die Wettkämpfe fanden statt am 27. und 28. Oktober, 24. und 25. November, 8. und 9. Dezember 2001, 20. Januar, 2. und 3. Februar sowie 2. und 3. März 2002.

## Saisonverlauf
Der Titelverteidiger ŠK Slovan Bratislava und der ŠK Hydina Košice lieferten sich ein Kopf-an-Kopf-Rennen um den Titel, das erst in der letzten Runde im direkten Vergleich zugunsten Bratislavas entschieden wurde. Vor der letzten Runde stand der ŠK Baník Prievidza bereits als Absteiger fest, während die Entscheidung über den zweiten Absteiger im direkten Vergleich zwischen ZŤS Spartak Dubnica und ŠK Laurex Lučenec gegen Lučenec fiel.

## Abschlusstabelle
| Pl. | Verein                                 | Sp | G  | U | V | MP | Brett-P.  |
| --- | -------------------------------------- | -- | -- | - | - | -- | --------- |
| 01. | ŠK Slovan Bratislava I. Mannschaft (M) | 11 | 10 | 1 | 0 | 31 | 66,5:21,5 |
| 02. | ŠK Hydina Košice                       | 11 | 9  | 0 | 2 | 27 | 56,5:31,5 |
| 03. | ZK Slovakofarma Hlohovec               | 11 | 6  | 1 | 4 | 19 | 46,5:41,5 |
| 04. | ŠK Tatran Prešov                       | 11 | 6  | 0 | 5 | 18 | 47,5:40,5 |
| 05. | ŠK Bestex Nové Zámky                   | 11 | 4  | 3 | 4 | 15 | 45,5:42,5 |
| 06. | ŠK Dunaj Bratislava                    | 11 | 4  | 3 | 4 | 15 | 44,5:43,5 |
| 07. | ŠK Slovan Bratislava Junioren          | 11 | 4  | 2 | 5 | 14 | 44,5:43,5 |
| 08. | ZŤS Spartak Dubnica                    | 11 | 4  | 1 | 6 | 13 | 36,5:51,5 |
| 09. | ŠK Slovan Levice                       | 11 | 3  | 3 | 5 | 12 | 43,5:44,5 |
| 10. | ŠO TJ Slávia UPJŠ Košice (N)           | 11 | 3  | 3 | 5 | 12 | 42,0:46,0 |
| 11. | ŠK Laurex Lučenec                      | 11 | 2  | 1 | 8 | 7  | 24,5:63,5 |
| 12. | ŠK Baník Prievidza                     | 11 | 1  | 2 | 8 | 5  | 30,0:58,0 |

## Entscheidungen
|     | Slowakischer Meister: ŠK Slovan Bratislava                      |
|     | Absteiger in die 1. liga: ŠK Laurex Lučenec, ŠK Baník Prievidza |
| (M) | Meister der letzten Saison                                      |
| (N) | Aufsteiger der letzten Saison                                   |

## Kreuztabelle
| Ergebnisse | Ergebnisse                         | 01. | 02. | 03. | 04. | 05. | 06. | 07. | 08. | 09. | 10. | 11. | 12. |
| ---------- | ---------------------------------- | --- | --- | --- | --- | --- | --- | --- | --- | --- | --- | --- | --- |
| 01.        | ŠK Slovan Bratislava I. Mannschaft |     | 5   | 4½  | 6½  | 6   | 7½  | 4   | 7   | 5½  | 7½  | 6½  | 6½  |
| 02.        | ŠK Hydina Košice                   | 3   |     | 3½  | 4½  | 4½  | 4½  | 5   | 7½  | 4½  | 5½  | 8   | 6   |
| 03.        | ZK Slovakofarma Hlohovec           | 3½  | 4½  |     | 5   | 3   | 2½  | 4   | 3½  | 4½  | 5   | 6   | 5   |
| 04.        | ŠK Tatran Prešov                   | 1½  | 3½  | 3   |     | 3½  | 5   | 5   | 6   | 4½  | 2½  | 7½  | 5½  |
| 05.        | ŠK Bestex Nové Zámky               | 2   | 3½  | 5   | 4½  |     | 4   | 5½  | 4   | 4   | 6   | 3½  | 3½  |
| 06.        | ŠK Dunaj Bratislava                | ½   | 3½  | 5½  | 3   | 4   |     | 5   | 3½  | 5   | 4   | 4   | 6½  |
| 07.        | ŠK Slovan Bratislava Junioren      | 4   | 3   | 4   | 3   | 2½  | 3   |     | 4½  | 3   | 4½  | 7½  | 5½  |
| 08.        | ZŤS Spartak Dubnica                | 1   | ½   | 4½  | 2   | 4   | 4½  | 3½  |     | 3   | 2   | 6   | 5½  |
| 09.        | ŠK Slovan Levice                   | 2½  | 3½  | 3½  | 3½  | 4   | 3   | 5   | 5   |     | 4   | 5½  | 4   |
| 10.        | ŠO TJ Slávia UPJŠ Košice           | ½   | 2½  | 3   | 5½  | 2   | 4   | 3½  | 6   | 4   |     | 7   | 4   |
| 11.        | ŠK Laurex Lučenec                  | 1½  | 0   | 2   | ½   | 4½  | 4   | ½   | 2   | 2½  | 1   |     | 6   |
| 12.        | ŠK Baník Prievidza                 | 1½  | 2   | 3   | 2½  | 4½  | 1½  | 2½  | 2½  | 4   | 4   | 2   |     |

## Die Meistermannschaft
| 1.            | ŠK Slovan Bratislava |
| Schachfiguren | Zbyněk Hráček, Ľubomír Ftáčnik, Ján Markoš, Claudiu Zetocha, Juraj Lipka, Ladislav Salai, Alois Lanč, Peter Petrán, Ján Báňas, Jozef Franzen, Pavel Čertek, Karol Rückschloss. |